# L'Histoire (Conrad)
Pour les articles homonymes, voir L'Histoire (homonymie).
L'Histoire est une nouvelle de Joseph Conrad publiée en 1917.

## Historique
L'Histoire paraît en 1917 dans The Strand Magazine, puis en 1925 dans le recueil de nouvelles  Tales of Hearsay (traduit en français par Derniers Contes).
À l'automne 1916, Conrad participe à une  mission de surveillance des côtes et des ports avec la Royal Navy. Cette aventure militaire sert de base à cette nouvelle.

## Résumé
Un officier britannique raconte comment il a envoyé à sa perte un bateau neutre soupçonné de ravitailler les sous-marins allemands.

## Éditions en anglais
- The Tale, dans The Strand Magazine en octobre 1917.
- The Tale, dans le recueil de nouvelles Tales of Hearsay, chez l'éditeur T. Fisher Unwin à Londres, en 1925.

## Traduction en français
- L'Histoire (trad. G. Jean-Aubry révisée par Sylvère Monod), dans Conrad (dir. Sylvère Monod), Œuvres  – IV, Gallimard, Bibliothèque de la Pléiade (1989)